# Saison 1 de Soy Luna
Chronologie
Saison 2
Cet article présente les épisodes de la première saison du feuilleton télévisé Soy Luna.

## Tableau de Présence
| Personnages | Première Partie | Seconde Partie |
| ----------- | --------------- | -------------- |
| Luna        | Présente        | Présente       |
| Matteo      | Présent         | Présent        |
| Ambre       | Présente        | Présente       |
| Simon       | Présent         | Présent        |
| Nina        | Présente        | Présente       |
| Delfi       | Présente        | Présente       |
| Jazmin      | Présente        | Présente       |
| Jim         | Présente        | Présente       |
| Yam         | Présente        | Présente       |
| Gaston      | Présent         | Présent        |
| Ramiro      | Présent         | Présent        |
| Pedro       | Présent         | Présent        |
| Nico        | Présent         | Présent        |

## Première saison (partie 1) (2016)Soy Libre, Soy Yo, Soy Luna

### Épisode 1
Date de diffusion : 
- Argentine : 14 mars 2016 sur Disney Channel
- France : 18 avril 2016 sur Disney Channel

Titre original : Un Sueño, Sobre Ruedas (traduction littérale:Un rêve,sur des roues) 
Luna Valente travaille au Foodger Wheels, où elle est livreuse sur patins. Miguel et Monica, les parents adoptifs de Luna, reçoivent Sharon Benson, la nouvelle propriétaire d'une résidence de Cancún dans laquelle ils travaillent. Celle-ci est conquise par la cuisine de Monica et décide d'emmener les Valente en Argentine avec elle, mais ces derniers refusent à la suite de la demande de Luna et se font renvoyer. Luna fait la rencontre d'Ambre, la filleule de Sharon Benson, sur laquelle elle renverse accidentellement un milkshake. Ambre lui fait un croche-pied et Luna tombe dans la piscine, à deux doigts de se noyer. Heureusement, Matteo, le petit ami d'Ambre, arrive et la sauve. Finalement, les parents de Luna décident d’accepter la proposition de Sharon Benson et toute la famille déménage à Buenos Aires.

### Épisode 2
Date de diffusion :
- Argentine : 15 mars 2016 sur Disney Channel
- France : 19 avril 2016 sur Disney Channel

Titre original : Una Nueva Historia, Sobre Ruedas (traduction littérale : Une nouvelle histoire, sur des roues)
Luna arrive à la piste du « Jam & Roller », la piste de son rêve, et rencontre Nicolas, musicien qui y travaille. Elle fait aussi la rencontre de Jasmine et Delfina, les amies d'Ambre. Pendant ce temps, dans une maison de retraite, un certain Roberto Muñoz parle à ses infirmiers Tino et Carlos d'une mystérieuse Sol Benson, la nièce de Sharon Benson. Il dit qu'elle serait en vie et qu'elle aurait survécu à l'incendie de la résidence Benson survenu quelques années auparavant, où la sœur de Sharon, Lili, et son mari Bernie seraient décédés. Luna fait la rencontre de Nina, une jeune fille timide, réservée et très intelligente et de Gaston, le meilleur ami de Matteo. Elle rencontre également Tamara, la propriétaire du roller, qui cherche une assistante de piste. Luna est intéressée et se dit prête à passer l'épreuve de patinage. Ambre et ses amies sabotent les patins de Luna, et elle tombe sur la piste...

### Épisode 3
Date de diffusion :
- Argentine : 16 mars 2016 sur Disney Channel
- France : 20 avril 2016 sur Disney Channel

Titre original : Nuevas Aventuras, Sobre Ruedas (traduction littérale : Nouvelles aventures, sur des roues)
Après sa chute, Luna enfile ses propres patins et réussit l'épreuve. Pour se vanger, Ambre raconte aux parents de Luna que celle-ci est maintenant assistante de piste. Ceux-ci ont peur que Luna néglige ses études pour le patin, et ils décident de lui interdire l'accès à la piste. C'est la rentrée et Luna découvre sa classe et le niveau très élevé du Blake South College. Nicolas sait qu'une personne du Jam & Roller a saboté les patins de Luna mais sans savoir qui. De son côté, Sharon Benson ne pense qu'au passé et veut retrouver sa nièce. Elle reçoit un appel anonyme mystérieux...

### Épisode 4
Date de diffusion :
- Argentine : 17 mars 2016 sur Disney Channel
- France : 21 avril 2016 sur Disney Channel

Titre original : Un Secreto, Sobre Ruedas (traduction littérale : Un secret, sur des roues)
Tino et Carlos tentent en vain de téléphoner à Sharon. Rey est chargé de retrouver les auteurs de l'appel. Delfina n'arrête pas de penser à Gaston. Pendant ce temps, Jim, Yam, Ramiro, Nico et Pedro se préparent pour l'Open de musique. Luna est très triste parce qu'elle pense qu'elle va perdre son travail et qu'elle n'ira plus à la piste ; de plus, Simon lui manque beaucoup. Gaston et Matteo pensent qu'Ambre, Jasmine et Delfina sont responsables de ce qui est arrivé à Luna. Nina apprend par ailleurs que ces dernières ont vraiment saboté les patins de Luna. Luna peut enfin retourner à la piste et tente de convaincre Tamara de lui laisser une seconde chance au poste d'assistante de piste. Luna découvre une lettre anonyme écrite par Tino et Carlos.sur le portail de la résidence

### Épisode 5
Date de diffusion :
- Argentine : 18 mars 2016 sur Disney Channel
- France : 22 avril 2016 sur Disney Channel

Titre original : Un Amor, Sobre Ruedas (traduction littérale : Un amour, sur des roues)
Nina est très inquiète pour Luna, elle demande conseil à son père qui était inventeur de jeux vidéo. Ambre, Jasmine et Delfina veulent savoir ce que Nina a entendu de leur conversation dans les vestiaires : elles lui demandent donc d'être journaliste pour Fab And Chic. Luna est réembauchée pour être assistante de piste. Jasmine et Delfina appliquent leurs plans. Luna et Amanda lisent le contenu de la lettre anonyme écrite par Tino et Carlos. Gaston met au défi Matteo de sortir avec Luna. Yam a une merveilleuse idée pour sa tenue. Simon est viré de son travail à Cancun. Il décide de faire une surprise à Luna et arrive en Argentine.

### Épisode 6
Date de diffusion :
- Argentine : 21 mars 2016 sur Disney Channel
- France : 25 avril 2016 sur Disney Channel

Titre original : Una Oportunidad, Sobre Ruedas (traduction littérale : Une opportunité, sur des roues)
Arrivé à Buenos Aires pour faire la surprise à Luna, Simon se cache dans la remise de la résidence Benson. Grâce à ses talents de guitariste et de chanteur, il rejoint le groupe de Pedro et Nicolas. L'inscription des duos pour la compétition InterPiste est ouverte, et Ramiro essaie de semer la zizanie entre Jim et Yam : Jim fait croire à Ramiro qu'elle s'est inscrite avec Nicolas, mais ce dernier explique à Jim qu'il ne patinera pas avec elle, puis change d'avis. Nina, qui a surpris une conversation, ne sait pas trop comment gérer la situation. Carlos et Tino décident de suivre Amanda pour obtenir des réponses, mais cette dernière ne va pas leur faciliter la tâche...

### Épisode 7
Date de diffusion :
- Argentine : 22 mars 2016 sur Disney Channel
- France : 26 avril 2016 sur Disney Channel

Titre original : Una Verdad al Descubierto, Sobre Ruedas (traduction littérale : Une vérité à découvrir, sur des roues)
Simon se retrouve enfermé à clé dans la remise de la résidence Benson et rate les premières répétitions avec le groupe. Jim et Yam se disputent au sujet de la compétition de patinage. Luna ne sait pas encore si elle va participer à la compétition : Matteo lui propose de l'entraîner. Jasmine et Delfina excluent Nina du groupe. Sharon et Rey essayent de découvrir qui est à l'origine des appels anonymes qui semblent être liés à Roberto. Tino et Carlos s'introduisent dans la résidence Benson et sont enfermés dans un placard par Rey. Luna découvre que c'est Ambre qui a saboté ses patins grâce à Nina.

### Épisode 8
Date de diffusion :
- Argentine : 23 mars 2016 sur Disney Channel
- France : 27 avril 2016 sur Disney Channel

Titre original : Una Decisión, Sobre Ruedas (traduction littérale : Une décision, sur des roues)
Luna est perdue entre l'examen de niveau, les répétitions à la piste, ses relations avec Ambre et Matteo. Delfina s'est inscrite avec Gaston à la compétition, sans lui demander son avis : ce dernier n’apprécie pas et refuse de patiner avec elle. Entre-temps, Luna décide de s'inscrire à la compétition pour se venger des filles. Elle demande à Simon d'être son partenaire ; il refuse au début, avant de changer d'avis.

### Épisode 9
Date de diffusion :
- Argentine : 24 mars 2016 sur Disney Channel
- France : 28 avril 2016 sur Disney Channel

Titre original : Un Descubrimiento, Sobre Ruedas (traduction littérale : Découverte, sur des roues)
Simon s'est inscrit avec Luna à la compétition InterPiste. Ils commencent les répétitions. De son côté, Rey rencontre Tino et Carlos. Delfina et Jasmine découvrent les commentaires d'une certaine "FélicityMaintenant" (FelicityForNow en VO). Delfina se dispute avec Gaston à cause d'Ambre. Elle se dispute aussi avec elle le lendemain, au Blake South College. Luna se fait prendre par Rey en train de fouiller dans la remise. Il en fait part à ses parents. Nicolas apprend que Ramiro a triché lors du vote pour choisir qui gardera la chanson. 

### Épisode 10
Date de diffusion :
- Argentine : 25 mars 2016 sur Disney Channel
- France : 29 avril 2016 sur Disney Channel

Titre original : Una Rival, Sobre Ruedas (traduction littérale : Un rival, sur des roues)
C'est bientôt la compétition, et Luna et Simon s’entraînent. Miguel découvre que Simon est à Buenos Aires et l'invite à manger chez eux. Luna fait un rêve étrange où elle voit une femme qui lui semble familière qu'elle a déjà vue un an auparavant dans un de ses rêves... 
C'est le jour de l'examen de niveau et de la compétition. Luna se réveille en sursaut et arrive en retard à son examen. Dans l'optique d'une rencontre entre Sharon, Tino et Carlos à la résidence, Rey informe Amanda, Miguel et Monica qu'ils ont une journée de congé. Ces derniers décident d'aller assister à la compétition de Luna. Sharon rencontre Tino et Carlos, qui lui disent que Sol Benson est vivante mais celle-ci ne les croient pas. C'est le début de la compétition et Ambre enferme Luna dans sa classe. Celle-ci est très inquiète : personne ne répond à ses appels.

### Épisode 11
Date de diffusion :
- Argentine : 28 mars 2016 sur Disney Channel
- France : 2 mai 2016 sur Disney Channel

Titre original : Una Competencia, Sobre Ruedas (traduction littérale : Une compétition, sur des roues)
Nina et Simon sont toujours à la recherche de Luna, mais le temps passe ; il n'en reste plus beaucoup avant leur passage et Tamara commence à s'inquiéter. Nina découvre un message de Luna sur son portable lui expliquant qu'elle est enfermée à l'école : elle court la libérer. Finalement, Luna arrive à temps et peut danser avec Simon. Ils ne récoltent que 23 points mais restent grâce aux votes du public : ils sont donc qualifiés pour la prochaine étape de la compétition. Yam et Ramiro sont éliminés, Ambre et Matteo ne sont que seconds. Le soir, Ambre est jalouse quand elle assiste au repas de la famille de Luna.

### Épisode 12
Date de diffusion :
- Argentine : 29 mars 2016 sur Disney Channel
- France : 3 mai 2016 sur Disney Channel

Titre original : Un Misterio, Sobre Ruedas (traduction littérale : Un mystère, sur des roues)
Luna a raté son examen de niveau, et doit le repasser, mais elle n'a pas le droit à l'erreur sinon, elle devra arrêter la piste. Elle est débordée par ses révisions alors qu'elle doit s'entraîner pour la compétition. Elle a perdu une partie de ses cours ; Matteo lui propose de lui prêter les siens. Delfina et Jasmine pensent qu'il y a quelque chose entre Luna et Matteo.

### Épisode 13
Date de diffusion :
- Argentine : 30 mars 2016 sur Disney Channel
- France : 4 mai 2016 sur Disney Channel

Titre original : Un Celoso, Sobre Ruedas (traduction littérale : Un jaloux, sur des roues)
Luna révise avec Nina pour son rattrapage, mais elle a bien du mal à se concentrer. 
Delfina et Jasmine suivent Matteo pour voir s'il sort bien avec Luna. Elles avertissent Ambre de la situation. Celle-ci va raconter aux parents de Luna et à sa marraine que Luna a raté son examen de niveau.

### Épisode 14
Date de diffusion :
- Argentine : 31 mars 2016 sur Disney Channel
- France : 5 mai 2016 sur Disney Channel

Titre original : Un "Casi" Beso, Sobre Ruedas (traduction littérale : Un "presque" baiser, sur des roues)
Luna convainc ses parents de la laisser continuer de patiner tout en révisant. Luna passe son rattrapage, Ambre remplace la copie de Luna par une autre pour ne plus qu'elle retourne à la piste. Gaston essaye de séduire Flore, la cousine de Matteo, mais celle-ci semble plus intéressée par Nicolas. Jim est amoureuse de Ramiro et tente de convaincre Yam de le laisser chanter avec elles pour le prochain Open de musique. Luna et Matteo se retrouvent ensemble pour le cours de théâtre. Rey continue d'enquêter sur Roberto et découvre que Sol Benson a bien échappé à l'incendie. Ambre se dispute avec Matteo sur sa prétendue "relation avec une autre fille", avant de faire la connaissance de Flore. Luna fait un rêve étrange.

### Épisode 15
Date de diffusion :
- Argentine : 1er avril 2016 sur Disney Channel
- France : 6 mai 2016 sur Disney Channel

Titre original : Una Duda, Sobre Ruedas (traduction littérale : Un doute, sur des roues)
Luna se réveille et discute de son rêve avec son père, puis avec Simon. Matteo se dispute avec Ambre à propos de sa jalousie. Sharon demande à Rey de rechercher Sol Benson. Flore chante avec le groupe des garçons, elle essaye d'inviter Nicolas mais celui-ci a craqué sur une autre fille. Luna, qui croit qu'elle est la cause de la dispute Ambre/Matteo essaye de s'expliquer avec lui. Carlos veut offrir à Amanda le médaillon de Roberto, mais Tino refuse. Nina a peur que ses parents se remettent ensemble. Yam et Ramiro n'arrêtent pas de se disputer, Jim veut les réconcilier mais c'est plus facile à dire qu'à faire. Finalement, ils décident d'enterrer la hache de guerre et de chanter ensemble à l'Open de musique.
Entre-temps, Pedro avoue à Nico qu'il est amoureux de Tamara tandis que ce dernier invite Jim à dîner et avoue à Pedro qu'il aime la jeune fille. Miguel découvre la guitare de Simon dans la remise et Ambre essaye de se faire pardonner par Matteo, ils répètent ensemble pour l'Open de musique. À la fin de l'épisode, Simon demande à Luna si elle est amoureuse de Matteo.

### Épisode 16
Date de diffusion :
- Argentine : 4 avril 2016 sur Disney Channel
- France : 9 mai 2016 sur Disney Channel

Titre original : Una Mala Nota, Sobre Ruedas (traduction littérale : Une mauvaise note, sur des roues)
Luna répond à Simon qu'elle n'est pas amoureuse de Matteo mais il la croit difficilement. Entre-temps, Ambre demande aux filles de trouver qui est FélicityMaintenant, ce qui se révèle être compliqué. Ambre et Matteo s'entraînent pour l'Open de Musique et Luna rate son examen de rattrapage ; elle doit désormais faire des cours l'après-midi. Jim, qui a refusé le dîner de Nico, s'éloigne un peu de lui vu qu'elle ne ressent pas la même chose pour lui. À la fin de l'épisode, on découvre que quelqu'un a échangé la feuille de Luna.

### Épisode 17
Date de diffusion :
- Argentine : 5 avril 2016 sur Disney Channel
- France : 10 mai 2016 sur Disney Channel

Titre original : Un Intercambio de pruebas, Sobre Ruedas (traduction littérale : Un échange de preuves, sur des roues)
Tout semble s'arranger pour Luna ; elle découvre que Nina est FélicityMaintenant, elle n'a finalement pas rater son examen et a eu une bonne note, et peut même retourner à la piste mais du côté d'Ambre, c'est tout le contraire. Alors que Luna et Nina découvrent que c'est Ambre qui a échangé la feuille de l'examen, elles le prouvent et celle-ci est collée et ne pourra donc pas participer à l'Open de Musique. Elle demande à ses amies de tout filmer pour qu'elle soit au courant. Matteo décide quand même d'y participer sans elle, et demande dans tout l'Open pour savoir qui voudrait être sa partenaire.
Côté amour, Jim n'arrête pas de penser à Ramiro et espère le séduire grâce à leur prestation, alors que Yam n'est pas du tout enchantée. Delfina, quant à elle, n'arrive pas à se sortir Gaston de la tête.
L'Open de musique commence et la Roller Band interprète leur première chanson, Un destino, avec Flore, ce qui est un succès. Matteo demande à Luna d'être sa partenaire pour l'Open.

### Épisode 18
Date de diffusion :
- Argentine : 6 avril 2016 sur Disney Channel
- France : 11 mai 2016 sur Disney Channel

Titre original : Una canción con Matteo, Sobre Ruedas (traduction littérale : Une chanson avec Matteo, sur des roues)
Luna n'accepte pas la proposition de Matteo mais monte quand même sur scène pour chanter avec lui. Ambre et Simon sont jaloux. Tandis que Simon se bat presque avec Matteo, Ambre rompt avec lui pour avoir chanté avec Luna et décide de participer à la compétition seule. 
L'Open de Musique continue, Jim, Yam et Ramiro chantent ensemble et c'est un succès, à tel point que Ramiro semble accorder plus d'importance à Yam qu'à Jim. Du côté de Nina, elle ne digère pas que ses parents se soient inscrits à l'Open, et considère que c'est une honte. Gaston parvient quand même à lui donner le moral et grâce à Luna, elle décide de créer son propre blog au lieu d'écrire sur Fab and Chic. 
Matteo essaie de reconquérir Ambre avec une certaine difficulté. Il demande à Simon s'il est amoureux de Luna.

### Épisode 19
Date de diffusion :
- Argentine : 7 avril 2016 sur Disney Channel
- France : 12 mai 2016 sur Disney Channel

Titre original : Un Casi Beso con... ¿Simón?, Sobre Ruedas (traduction littérale : Un presque baiser avec....Simon ?, sur des roues)
Simon reste toujours en froid avec Matteo, tandis qu'il se rapproche de Luna qui elle, essaie de réaliser une figure très difficile pour la compétition. Gaston compte bien aider son ami à reconquérir Ambre tandis que Delfina se dispute avec lui parce qu'il n'arrête pas de penser à FélicityMaintenant, et décide de ne plus patiner avec lui. Nico se dispute avec Jim parce qu'elle n'est pas impliquée dans leur chorégraphie et ne veut plus patiner avec elle. Nina soupçonne qu'il se passe quelque chose entre Luna et Simon, mais celle-ci dément : elle ne ressent rien que de l'amitié pour lui.

### Épisode 20
Date de diffusion :
- Argentine : 8 avril 2016 sur Disney Channel
- France : 13 mai 2016 sur Disney Channel

Titre original : Un Descubrimiento de Luna, Sobre Ruedas (traduction littérale : Une découverte de Luna, sur des roues)
Ambre ne pardonne pas à Matteo ce qu'il lui a fait subir, mais il lui demande pardon une nouvelle fois et ils redeviennent partenaires pour la piste. Luna et Simon essaient d'être au point pour la compétition, et Nico accepte les excuses de Jim, ils redeviennent partenaires. Quant à Gaston et Delfina, ils se tournent toujours au tout sans pour autant vouloir patiner ensemble. Carlos ne compte pas abandonner pour l'amour d'Amanda.De même pour Pedro avec Tamara mais quand Ricardo (le père de Nina) se rapproche d'elle, il est jaloux. Entre-temps, Monica essaie le médaillon de Roberto avec le médaillon de Luna et ils collent tous les deux parfaitement, elle se pose des questions. Rey découvre que Sol Benson est vivante et en informe Mme Benson. Nina commence à discuter avec un fameux Roulette d'or.
À la fin de l'épisode, Luna et Simon sont les premiers à passer, et ils stressent tandis que Luna ne retrouve pas son médaillon porte-bonheur. Finalement, lors de leur prestation, Luna chute et on ne sait pas s'ils peuvent continuer la compétition ou pas.

### Épisode 21
Date de diffusion :
- Argentine : 11 avril 2016 sur Disney Channel
- France : 16 mai 2016 sur Disney Channel

Titre original : Una Medallita, un Secreto, Sobre Ruedas (traduction littérale : Un médaillon, un secret, sur des roues)
Luna et Simon demandent à Tamara s'ils peuvent continuer. Elle décide d'en parler au jury et ils acceptent. Tous deux se relèvent et patinent ensemble. Malheureusement, ils ne récoltent que quelques points, ce qui décourage Luna. Heureusement, Simon est là pour l'aider. Jasmine enfonce le clou en lui demandant qu'est-ce que ça lui fait d'être la fille qui risque d'être éliminée, elle ne répond pas et se dispute avec elle. Delfina et Gaston participent finalement à la compétition, mais celle-ci considère que c'est un désastre. Malgré tout, ils récoltent 22 points. Ambre et Matteo dansent incroyablement bien, et sont les premiers, avec 45 points. Entre-temps, Carlos fait une grande banderole pour Amanda, qu'elle enlève tout de suite de peur d'être renvoyée. Monica parle du médaillon avec Miguel. Elle soupçonne qu'il appartienne aux parents biologique de Luna. Finalement, elle convainc Carlos de tout lui raconter sur le médaillon à condition qu'elle l'aide avec Amanda. Luna et Simon ne sont pas qualifiés pour la prochaine partie de la compétition.
À la fin de l'épisode, tout se passe encore plus mal pour Luna : son père lui demande pourquoi les affaires de Simon sont dans la remise.

### Épisode 22
Date de diffusion :
- Argentine : 12 avril 2016 sur Disney Channel
- France : 17 mai 2016 sur Disney Channel

Titre original : Un Amor no Correspondidon, Sobre Ruedas (traduction littérale : Un amour non partagé, sur des roues)
Luna arrive à dissimuler ce que les affaires de Simon font réellement dans la remise des Benson mais à la suite de cela, Simon veut partir pour éviter des ennuis à Luna, sauf qu'après lui avoir demandé, elle arrive à le faire rester jusqu'à ce qu'il trouve un logement. Jim croit que Ramiro l'aime, mais en fait c'est Yam qu'il aime, et est désemparée. Quant à Carlos, il croit que Rey sort avec Amanda, et veut se battre pour elle. 
Entre-temps, Nina et Gaston sont partenaires en photo et se rapprochent encore plus, ce qui fait jalouser Delfina, qui se dispute encore avec lui. Luna et Matteo sont partenaires une nouvelle fois, mais Jasmine vient s'incruster, sur les ordres d'Ambre. Elle a aussi créé un pseudo pour faire tomber FélicityMaintenant mais personne ne l'aime. 
Luna entend enfin une bonne nouvelle : les jurys ont décidé de disqualifier un couple, ce qui veut dire qu'elle et Simon peuvent continuer la compétition.

### Épisode 23
Date de diffusion :
- Argentine : 13 avril 2016 sur Disney Channel
- France : 18 mai 2016 sur Disney Channel

Titre original : Un amor por Roller Track, Sobre Ruedas (traduction littérale : Un amour pour Roulette D'or, sur des roues)
Luna apprend la bonne nouvelle à Simon et les deux amis fous de joie, continuent à s'entraîner. Quant à Delfina et Gaston, ils sont éliminés à cause du comportement de Delfina qui se dispute avec lui. Jasmine continue à poster sous son pseudonyme et se ridiculise encore plus aux yeux de tous. Entre-temps, Ambre découvre que Simon est dans la remise et compte bien s'en servir contre Luna. Nina, quant à elle, découvre aussi que Simon est amoureux de Luna et essaie de le convaincre de lui dire la vérité. Simon compose une nouvelle chanson qu'il dédie à Luna. Ramiro veut tout faire pour séduire Yam, au plus grand désespoir de Jim. Alors, elle et Yam décident d'utiliser un chien pour attirer les garçons.

### Épisode 24
Date de diffusion :
- Argentine : 14 avril 2016 sur Disney Channel
- France : 19 mai 2016 sur Disney Channel

Titre original : Una decisión ¿la competencia o Simón?, Sobre Ruedas (traduction littérale : Une décision, la compétition ou Simon ?, sur des roues)
Ambre demande à Luna de renoncer à la compétition InterPiste si elle ne veut pas qu'elle dénonce Simon à sa marraine car Simon vivait dans la résidence. Delfina donne un rendez-vous à Gaston, elle se fait passer pour FélicityMaintenant pour lui plaire. Tino et Carlos se baladent au Mexique au lieu d’exécuter les instructions de Rey. Luna voudrait rester dans la compétition mais sans risquer de devoir retourner au Mexique. 

### Épisode 25
Date de diffusion :
- Argentine : 15 avril 2016 sur Disney Channel
- France : 20 mai 2016 sur Disney Channel

Titre original : Una Felicity For Now mentirosa, Sobre Ruedas (traduction littérale : Une FelicityMaintenant menteuse, sur des roues)
Nina dit à Simon qu'Ambre a découvert qu'il vivait dans la résidence. Ambre dit à Delfina et Jasmine de porter un vêtement de couleur vert émeraude pour l'open de musique mais ne prévient pas Luna. Tino et Carlos disent ne pas avoir trouvé d'informations sur Sol Benson. Delfina continue à tromper Gaston et à se faire passer pour FélicityMaintenant, elle lui dit de garder le secret. Sebastian Villalobos, un vidéaste, venu au Jam&Roller, essaie de draguer Ambre mais Matteo, jaloux, arrive et le coupe. Sharon demande à Rey s'il a trouvé des informations sur Sol Benson ; il lui dit que non. Tout se passe mal à l'Open pour Luna : elle n'a pas d'habit de couleur vert émeraude. Ambre dit que Luna ne pourra pas monter sur scène. 

### Épisode 26
Date de diffusion : 
- Argentine : 18 avril 2016 sur Disney Channel
- France : 23 mai 2016 sur Disney Channel

Titre original : Canciónes y confusiones en el Open Music, Sobre Ruedas (traduction littérale : Chansons et confusions dans l'Open de Musique, sur des roues)
Heureusement pour Luna, Nina l'aide à trouver des accessoires vert émeraude pour monter sur scène. Sebastián Villalobos, vidéaste, filme l'Open de Musique pendant le duel filles vs garçons, où ils chantent. Luna explique que Simon vivait dans la résidence à ses parents. Simon n'accepte pas qu'Ambre élimine Luna de la compétition InterPiste et s'en va de la remise. Luna dit qu'elle reviendra à la compétition à Ambre et Ambre dit tout à sa marraine. Gaston demande à Delfina comment elle a pu faire pour poster un message sous FélicityMaintenant lorsqu'elle était sur scène. Simon veut quitter la remise mais Amanda y entre, ce qui bloque Simon et l'oblige à se cacher. Luna appelle Simon pour lui demander où il est, le téléphone de Simon sonne à la remise et Amanda commence à chercher d'où vient le bruit. Simon ne répond pas aux appels de Luna et cela la rend inquiète. Sharon et Ambre cherchent dans la remise Simon, Luna les observe et prend peur.Matteo es jaloux de Simon car il aime Luna.

### Épisode 27
Date de diffusion :
- Argentine : 19 avril 2016 sur Disney Channel
- France : 24 mai 2016 sur Disney Channel

Titre original : Un nuevo hogar para Simón, Sobre Ruedas (traduction littérale : Une nouvelle maison pour Simon, sur des roues)
Heureusement pour Luna, Simon a déjà quitté la remise, et Sharon, furieuse contre Ambre lui demande de ne plus l'importuner. Ambre, en colère contre Luna, lui fait croire qu'elle se sent trahie par celle-ci parce qu'elle et Simon l'ont trompés. Sebastiàn Villalobos réalise un clip musical avec Ambre en vedette. Il a beaucoup d'espoir en ce clip qu'il a beaucoup travaillé. Rey revient du Mexique mais Tino et Carlos ont raté l'avion et y sont restés. Sharon ordonne à Rey de continuer les recherches sur Sol Benson. Luna revient à la compétition. Ambre dit à Luna et Simon qu'il est encore temps qu'il se retire de la compétition, Matteo l'entend et lui demande pourquoi elle a dit cela. Concernant le pendentif, Miguel Valente découvre que les deux pièces forment un bijou fait par le même artisan. Nina découvre un casque chez son père qui lui cachait qu'il faisait du sport, elle le questionne. Sebastiàn et Ambre parlent du clip chez Ambre et se révèlent être très proches, Jim et Yam en profitent pour les espionner et les photographier ensemble. Simon et Luna sont sur le point de s'embrasser.

### Épisode 28
Date de diffusion :
- Argentine : 20 avril 2016 sur Disney Channel
- France : 25 mai 2016 sur Disney Channel

Titre original : ¿No se dio cuenta de que te amo?, Sobre Ruedas (traduction littérale : Il ne savait pas que je t'aime ?, sur des roues)
Matteo aide beaucoup Luna et Simon pour la compétition. Ambre organise une première au Jam & Roller, pour présenter son clip ; elle invite tous les élèves du Black South College sauf Luna alors quand celle-ci y va, Ambre se met en colère et lui demande qui l'a invité. Heureusement pour Luna, Tamara arrive et explique que tout le monde est invité. Simon et Nicolas sont interviewés sur leur groupe de musique, Pedro reste au Jam & Roller travailler. Pedro a pensé que l'interview était un désastre. Matteo est jaloux de Sebastiàn Villalobos. Simon a quelque chose d'important à dire à Luna.

### Épisode 29
Date de diffusion :
- Argentine : 21 avril 2016 sur Disney Channel
- France : 26 mai 2016 sur Disney Channel

Titre original : Una confusión de sentimientos, Sobre Ruedas (traduction littérale : Une confusion de sentiments, sur des roues)
Ambre demande à Delfina de s'assurer que Gaston dise à Matteo de retrouver Ambre et Sebastiàn Villalobos sur la place, c'est une stratégie pour reconquérir le cœur de celui-ci. Dans l'activité théâtre au Black Shout College, Luna doit faire une collaboration avec Matteo et jouer "Romeo et Juliette". Ricardo, le père de Nina, veut se rapprocher de Tamara et prend des cours avec celle-ci pour apprendre le roller.
Sharon s'énerve sur Rey à cause du manque d'informations récoltés sur Sol Benson. Miguel, Monica et Amanda se demandent où sont passés Tino et Carlos. Pedro s'énerve sur Simon et Nicolas au sujet de leur groupe et leur demande s'ils veulent vraiment s'investir dans le groupe ou non. Luna, en répétant une figure pour la compétition InterPiste, tombe mais n'a rien. Tamara est inquiète, Ambre dit à Tamara de laisser Luna se reposer non pas par amitié mais pour l'éliminer. Nina dit à Luna que Simon est amoureux d'elle mais qu'il ne sait pas comment lui dire. Luna veut tout de même assurer qu'elle est seulement la meilleure amie de Simon et non amoureuse. Le plan d'Ambre a fonctionné parfaitement : Matteo jaloux de Sebastian embrasse passionnément Ambre devant lui et lui dit qu'elle est à lui. Du côté de Luna, Ambre a aussi réussi puisqu'elle est obligée de rester au lit après sa blessure.

### Épisode 30
Date de diffusion :
- Argentine : 22 avril 2016 sur Disney Channel
- France : 27 mai 2016 sur Disney Channel

Titre original : Segunda fase de la competencia, sobre ruedas (traduction littérale : Seconde phase de la compétition, sur des roues)
C'est le moment de la prochaine phase de la compétition de patinage ! Ámbar et Matteo garderont-ils leurs couronnes de roi et reine de la piste, ou Simón et Luna se mettront-ils sur leur chemin? Pendant ce temps, Nina essaie d'arrêter la tromperie de Delfina, et Jim et Nico discutent de leurs difficultés.

### Épisode 31
Date de diffusion :
- Argentine : 25 avril 2016 sur Disney Channel
- France : 30 mai 2016 sur Disney Channel

Titre original : Y la competencia continúa..., Sobre Ruedas (traduction littérale : Et la compétition continue..., sur des roues)
Luna et Simon passent, ils s'en sortent très bien et récoltent 35 points, au plus grand étonnement d'Ambre et Matteo. Quant à Jim et Nico, ils sont loin derrière avec leur prestation, ce qui les rend triste et ils se disputent. Ambre et Matteo passent et récoltent eux aussi 35 points ; il ne reste donc que le vote du public pour les départager. Finalement, c'est Luna et Simon qui remportent la compétition, et Ambre est furieuse et triste. Elle et Matteo ne seront que remplaçants. Certains félicitent les gagnants, et d'autres sont tristes pour Ambre et Matteo. Sa marraine lui conseille de se battre pour être titulaire et ne pas se rabaisser à être remplaçante, ce qu'elle s'empresse à la rassurer.

### Épisode 32
Date de diffusion :
- Argentine : 26 avril 2016 sur Disney Channel
- France : 31 mai 2016 sur Disney Channel

Titre original : Celoso por Romeo y Julieta, Sobre Ruedas (traduction littérale : Jaloux pour Roméo et Juliette, sur des roues)
Luna et Matteo doivent faire la pièce de Romeo et Juliette ensemble. Ils répètent ensemble sur la place, et Simon les voit. Il reste très jaloux. Ambre décide de réagir face à la situation, elle ne veut pas être qu'une remplaçante. Elle décide de voler les papiers d'identité de Luna pour qu'elle ne voyage pas mais quand Rey la surprend dans la chambre de Luna, elle se dispute avec lui et lui demande de se mêler de ses affaires.

### Épisode 33
Date de diffusion :
- Argentine : 27 avril 2016 sur Disney Channel
- France : 1er juin 2016 sur Disney Channel

Titre original : Una documentación perdida, Sobre Ruedas (traduction littérale : Un document perdue, sur des roues)
Simon et Matteo se disputent à cause de Luna. Nina essaie de convaincre sa mère pour qu'elle voyage avec son père pour accompagner Luna à la compétition, mais elle est perplexe car elle trouve son ex-mari irresponsable. Quant à Simon, il n'arrive plus à se concentrer à cause de sa jalousie envers Matteo, mais Luna le rassure en lui disant qu'il répétait une pièce. Luna ne retrouve plus ses papiers d'identité, et toute la maison essaie de les chercher, ainsi qu'Ambre qui joue la comédie. Finalement, Rey les retrouve.

### Épisode 34
Date de diffusion :
- Argentine : 28 avril 2016 sur Disney Channel
- France : 2 juin 2016 sur Disney Channel

Titre original : Un viaje, Sobre Ruedas (traduction littérale : Un voyage, sur des roues)
Sharon qui est très déçu du fait qu'Ambre n'ait trouvé que ça pour arriver à ses fins, rend les papiers à Luna en lui disant que c'est Ambre qui les a retrouvés. Luna et l’équipe du Roller font le voyage pour participer à la compétition InterPistes. Ambre choisit Jasmine pour l'accompagner et Delfina reste à Buenos Aires. Gaston demande à Delfina de l’aider pour les paroles d’une chanson, mais Delfina en est incapable. Nina qui, accompagné de son père, va aussi accompagner l'équipe du Jam & Roller, rencontre par hasard Xavi, un dessinateur qui l'inspire.

### Épisode 35
Date de diffusion :
- Argentine : 29 avril 2016 sur Disney Channel
- France : 3 juin 2016 sur Disney Channel

Titre original : ¡La pista de mi sueño con Matteo!, Sobre Ruedas (traduction littérale : La piste de mon rêve avec Matteo !, sur des roues)
Luna se rend compte que la piste de ses rêves, où Matteo est sur le point de s'embrasser, est celle où ils vont devoir faire la compétition. L’équipe du Roller s’entraînent pour la première fois et tous se rendent compte que leurs adversaires sont très doués, ils se retrouvent face à un énorme défi. Gaston fait de moins en moins confiance à Delfina tandis que Luna et Simon rencontrent les Roulettes Déjantées et patinent ensemble. Mar (une roulette déjantée) avoue à Luna être amoureuse de Simon.

### Épisode 36
Date de diffusion :
- Argentine : 2 mai 2016 sur Disney Channel
- France : 6 juin 2016 sur Disney Channel

Titre original : Una confusión de parejas, Sobre Ruedas (traduction littérale : Une confusion de couples, sur des roues)
Luna se révèle être un peu jalouse de Mar vu que Simon lui plaît bien. Luna fait un rêve étrange qui la rend nerveuse. Ambre et Nina essaie de convaincre Luna qu'elle est faite pour Simon mais elle est neutre. Sharon envoie Rey mener l’enquête sur la femme de Roberto, pour savoir si sa nièce est toujours vivante. Matteo en veut à Ambre car elle ne lui fait pas confiance. Leur relation est en danger. Tamara annonce à Luna et Simon qu'ils vont devoir faire une interview pour la compétition, mais Ambre en décide autrement en piégeant Luna : elle et Matteo font l'interview à la place de Luna et Simon. À la fin de l'épisode, Luna et Simon arrive à l'interview mais c'est trop tard.

### Épisode 37
Date de diffusion :
- Argentine : 3 mai 2016 sur Disney Channel
- France : 7 juin 2016 sur Disney Channel

Titre original : El final de una relación, Sobre Ruedas (traduction littérale : La fin d'une relation, sur des roues)
Luna et Simon soupçonnent Ambre d'avoir trompée Luna mais celle-ci leur assure que c'était un accident. Matteo, sachant la vérité et lassée du comportement manipulatrice de sa petite amie, décide de rompre. Simon chante une chanson à Luna afin de lui dévoiler ce qu'il ressent pour elle. Pedro et Yam essaient de faire se rencontrer Jim et Nico. Nina continue de penser au garçon du parc tandis que Gaston pense toujours à FelicityMaintenant. Ambre a un nouveau plan diabolique pour mettre des bâtons dans les roues de Luna, mais cette fois, elle a besoin de Carlos et Tino, qui ne se rendent compte de rien.

### Épisode 38
Date de diffusion :
- Argentine : 4 mai 2016 sur Disney Channel
- France : 8 juin 2016 sur Disney Channel

Titre original : ¿Qué sientes por mi?, Sobre Ruedas (traduction littérale : Que ressens-tu pour moi ?, sur des roues)
Simon a composé une chanson pour Luna et essaie de lui avouer ses sentiments. Luna, trop confuse, lui demande d’attendre la fin de la compétition pour en parler. Ambre prépare une fausse fête pour Luna avec l’aide innocente de Tino et Carlos. C’est en fait un piège pour empêcher Luna de participer à la compétition. Le RollerBand se sépare des pièces rajoutées et le groupe « Les Autres » se forme avec Yam, Jim, Delfina, Gaston et Ramiro. Pour l’Open, Simon et Luna chantent via le téléphone avec le RollerBand.

### Épisode 39
Date de diffusion : 
- Argentine : 5 mai 2016 sur Disney Channel
- France : 9 juin 2016 sur Disney Channel

Titre original : Un doble cambio en la final, Sobre Ruedas (traduction littérale : Un double changement dans la finale, sur des roues)
Le résultat de l’Open est sans équivoque. Il y a égalité. Le producteur doit départager les vainqueurs. Nina et Xavi se séparent, mais ne sont pas insensibles l’un à l’autre. Ambre demande à Carlos et Tino d’emmener Luna à une fausse fête surprise d’anniversaire, mais au lieu d'emmener Luna, ils emmènent Simon.

### Épisode 40
Date de diffusion :
- Argentine : 6 mai 2016 sur Disney Channel
- France : 10 juin 2016 sur Disney Channel

Luna ne retrouve pas Simon a cause d'Ambre qu'il a envoyé une mauvaise adresse. Matteo décide donc de remplacer Simon pour patiner avec Luna au malheur d'Ambre. Xavi repart au Brésil avec un dessin qui lui offre. Sharon et Rey pensent retrouver la vraie Sol Benson.
Un mec d'un groupe en veut a Ramiro pour avoir séduit sa copine pour improviser, il embrasse Yam. Luna et Matteo patine sur la piste, à la fin de la chorégraphie ils s’embrassent et Simon pleure en les voyant.

## Première saison (partie 2) (2016-2017)Música en ti

### Épisode 41
Date de diffusion :
- Argentine : 4 juillet 2016 sur Disney Channel
- France : 29 août 2016 sur Disney Channel

Titre original : Sentimientos, Sobre Ruedas (traduction littérale : Sentiments, sur des roues)
Luna et tous les autres restent perplexes face à ce final éblouissant. Luna et Matteo ne gagnent pas la compétition et finissent deuxième. Simon est blessé tandis qu'Ambre, énervée contre Luna, fabrique des plans pour la blesser de nouveau. Matteo, quant à lui, essaie de se rapprocher de Luna, qui est bouleversée par Simon. Pendant ce temps, le prochain Open Music se prépare et Tamara et le père de Nina se rapprochent. Delfina se rapproche de Pedro, Gaston croit toujours que Jim l'aime, Nico est toujours énervé après cette dernière et Ramiro apprend que Yam a des sentiments pour lui.

### Épisode 42
Date de diffusion :
- Argentine : 5 juillet 2016 sur Disney Channel
- France : 30 août 2016 sur Disney Channel

Titre original : Una Decisión muy Apresurada, Sobre Ruedas (traduction littérale : Une décision très hâtive, sur des roues)
Simon envisage de repartir au Mexique et Luna ne veut pas le laisser faire. Tamara décide de changer les règles pour le nouvel open. Elle organise un tirage au sort pour former les groupes. Miguel et Monica en apprennent plus sur Roberto. Simon annonce a tout le monde qu'il veut repartir au Mexique et Luna et les autres décident de lui organiser une surprise pour qu'il change d'avis. Gaston essaye d'avoir plusieurs copines mais il n'arrivent pas à oublier Felicityfornow. Ambre, Delfína et Jazmín trichent pour être ensemble à l'open. Nico avoue à Jim ses sentiments pour elle. Ambre se retrouve avec Jazmín et Delfína, Jim avec Nico et Yam, Gastón avec Pedro et Ramiro et Luna avec Matteo et Simón...

### Épisode 43
Date de diffusion :
- Argentine : 6 juillet 2016 sur Disney Channel
- France : 31 août 2016 sur Disney Channel

Titre original : Un Secreto que Guardar, Spbre Ruedas (traduction littérale : Garder un secret, sur des roues)
Sharon cherche toujours sa nièce. Les règles de l'Open ont changé maintenant se sont des groupes aléatoires. Matteo et Simón ne s'entendent pas. Luna prépare une surprise pour Simón avec tout le monde, pour qu'il ne retourne pas au Mexique. Sharon reçoit un colis contenant un signe de crystal et Ambre monte un plan pour se débarrasser de Luna. Ambre, Delfina et Jazmín copient les pas de danse de Jim et Yam pour l'open. Amanda casse un vase de Sharon. Nico et Jim sortent ensemble.

### Épisode 44
Date de diffusion :
- Argentine : 7 juillet 2016 sur Disney Channel
- l France : 1er septembre 2016 sur Disney Channel

Titre original : Una Sorpresa, Sobre Ruedas (traduction littérale : Une surprise, sur des roues)
Tamara retrouve une vieille connaissance, Mariano. Ambre cache le signe en cristal dans la veste de Miguel. Sharon découvre qu'il manque un vase, Carlos se dénonce à la place d'Amanda. Luna et ses amis continuent à préparer la surprise de Simon pour le convaincre de ne pas retourné au Mexique. Gaston sort avec de nouvelles filles. Luna organise un dîner pour Simon.

### Épisode 45
Date de diffusion :
- Argentine : 8 juillet 2016 sur Disney Channel
- France : 2 septembre 2016 sur Disney Channe

Titre original : Un open random, sobre ruedas (traduction littérale : Un Open aléatoire, sur des roues)
Matteo dit a Luna qu'il ne pourra pas chanter avec elle et Simon parce qu'il est malade ce qui n'est pas le cas. Ambre essayé de voler le cygne de cristal de Sharon pour accuser les Valente de l'avoir voler.
Les amis préparent une surprise pour Simon pour qu'il ne parte pas au Mexique. Ambre, Delphine et Jasmine volent la chorégraphie que Jim et Yam avait prévu de faire pour l'Open elles décident donc de créer leur propre chorégraphie.

### Épisode 46
Date de diffusion :
- Argentine : 11 juillet 2016 sur Disney Channel
- France : 5 septembre 2016 sur Disney Channel

Titre original :¿Un amor o amistad?, Sobre Ruedas (traduction littérale : Un Amour ou une Amitié, sur des roues)

### Épisode 47
Date de diffusion :
- Argentine : 12 juillet 2016 sur Disney Channel
- France : 6 septembre 2016 sur Disney Channel

Titre original : Un mal entendido, Sobre Ruedas (traduction littérale : Un malentendu, sur des roues)
Daniela, une ancienne amie de Simon vient le rendre visite à Buenos Aires. Luna qui est jalouse l'ignore. Jasmine et Delphina essayent de découvrir qui est Felicity Maintenant. Ambre met le cygne de cristal dans la poche de la veste de Miguel. Les Valente sont accusées de vol et Ont les menacent de repartir au Mexique
Daniela menace Luna de s'éloigner de Simon.

### Épisode 48
Date de diffusion :
- Argentine : 13 juillet 2016 sur Disney Channel
- France : 7 septembre 2016 sur Disney Channel

Titre original : Un despido, Sobre Ruedas (traduction littérale : Licenciement, sur des roues)
Malheureusement, Monica et Miguel doivent retourner au Mexique du moins quitter la résidence. Delphina et Pedro se rapprochent de plus en plus.
Luna apprend que ses parents sont renvoyés pour avoir soi-disant volé un cygne en cristal. Ambre dit à Luna qu'il est impossible de trouver une maison à côté de l'école et de la piste. Luna dit à Tamara qu'il est possible qu'elle quitte le Roller. Matteo et Gaston découvrent que c'est à cause d'Ambre que les parents de Luna sont renvoyés. Luna et Nina font leurs adieux. Matteo dit à Ambre qu'elle doit dire à  sa marraine que c'est elle qui a perdu le cygne de cristal devant Luna.

### Épisode 49
Date de diffusion :
- Argentine : 14 juillet 2016 sur Disney Channel
- France : 8 septembre 2016 sur Disney Channel

Titre original : Celos por Simón, Sobre Ruedas (traduction littérale : Jalousie pour Simon, sur des roues)
Sharon punie Ambre de partir sur la piste pour la bêtise qu'elle a fait. Tino et Carlos cachent un justificatif. Delphina cache a Ambre que Pedro a rejoint son équipe. Sharon et Ambre présentent ses excuses a Monica et Miguel. Ricardo veut que Mariano rencontre Ana. Jim est en colère contre Nico et Pedro pense que Delphina est influencé par Ambre. Daniela essayé de se rapprocher de plus en plus de Simon. Luna annonce a Simon que finalement elle reste. Ambre présente ses excuses a Luna. Ambre accepte  Pedro dans son équipe. Sharon voit une dame rôder autour de la résidence. Yam est en colère contre Jim car Nico est dans leur équipe. Luna remercie Matteo.

### Épisode 50
Date de diffusion :
- Argentine : 15 juillet 2016 sur Disney Channel
- France : 9 septembre 2016 sur Disney Channel

Titre original : Encuentros, Sobre Ruedas (traduction littérale : Réunions, sur des roues)
Matteo intègre l'équipe de Luna pour la compétition, il ne supporte plus Ambre. Mora décide d'aller au restaurant à la place d'Anna. Ambre décide de s'enfuir de la maison Benson en laissant Jazmín à la résidence pour pouvoir sortir. Cependant tout ne se passe pas comme prévu. Daniela, n'aimant pas Luna, décide de s'allier avec Ambre. Ricardo, Tamara, Mariano et Mora se retrouvent au restaurant. Pendant les répétitions pour la compétition, Ambre découvre que Matteo est dans l'équipe de Luna. Gastón écrit une chanson pour Felicityfornow, il veut la rencontrer. Yam et Jim sont toujours en dispute. Nina prépare son rendez-vous avec RollerTrack. Luna, jalouse de Daniela, ne supporte pas qu'elle soit proche de Simón mais elle les voit s'embrasser. Gastón est prêt à rencontrer Felicityfornow cependant Nina découvre que Gastón est RollerTrack. Pendant ce temps à la résidence, une vieille connaissance vient rendre visite à Sharon…

### Épisode 51
Date de diffusion :
- Argentine : 18 juillet 2016 sur Disney Channel
- France : 12 septembre 2016 sur Disney Channel

Titre original : ¡Se besaban!, Sobre Ruedas (traduction littérale : Ils se sont embrassés !, sur des roues)
Luna voit Simon et Daniela s'embrassaient. Ambre essayé d'échapper à sa punition. Nina découvre Roulette d'or n'est autre que Gaston. Jim accusé Nico que Yam ait quitté l'équipe du Roller. Sharon accepte qu'Ambre reparte sur la piste. Delphina veut détruire  Felicity Maintenant. Tamara retire le Roller de la compétition. Luna rêve de Matteo et Simon.

### Épisode 52
Date de diffusion :
- Argentine : 19 juillet 2016 sur Disney Channel
- France : 13 septembre 2016 sur Disney Channel

Titre original : Nuevos amores, Sobre Ruedas (traduction littérale : De nouvelles amours, sur des roues)
Luna et Matteo se rapprochent. Nina se sent mal à l'aise avec Gaston depuis qu'elle sait qu'il est Roulette d'or. 
Ana croise Ricardo et Mora en train de parler ensemble. Daniela essaye de devenir la petite amie de Simon. Ambre et Daniela ont un plan pour détruire Luna. Les jeunes essayent de s'entraîner le plus possible.

### Épisode 53
Date de diffusion :
- Argentine : 20 juillet 2016 sur Disney Channel
- France : 14 septembre 2016 sur Disney Channel

Titre original : Un pen drive perdido, Sobre Ruedas (traduction littérale : Une peine perdue)

### Épisode 54
Date de diffusion :
- Argentine : 21 juillet 2016 sur Disney Channel
- France : 15 septembre 2016 sur Disney Channel

Titre original : Un plan, Sobre Ruedas (traduction littérale : Un plan, sur des roues)

### Épisode 55
Date de diffusion :
- Argentine : 22 juillet 2016 sur Disney Channel
- France : 16 septembre 2016 sur Disney Channel

Titre original : Lo que siento, Sobre Ruedas (traduction littérale : Ce que je ressens, sur des roues)
Daniela nie avoir fouillé dans le casier de Luna. Mariano part du Jam&Roller au grand regret de Tamara. Nico, Pedro et Simón découvre que le groupe Eclipse (groupe créé par Ambre) a la même chanson qu'eux pour le concours. Ambre veut découvrir ce que cache sa marraine. Daniela et Luna se disputent à cause de l'histoire de la clé USB. Luna se sent perdue avec Simón. Daniela est toujours dans les parages quand ils se parlent. C'est le jour de l'Open de music : Seul sur scène. Le Rollerband et Daniela ouvrent le bal, Gastón chante une chanson pour Felicityfornow, Yam chante pour Jim. Pendant ce temps, Matteo décide d'amener Luna au parc pour lui chanté une chanson qu'il a composé pour elle... 

### Épisode 56
Date de diffusion :
- Argentine : 25 juillet 2016 sur Disney Channel
- France : 19 septembre 2016 sur Disney Channel

Après avoir chanté sa chanson, Matteo veut avouer ses sentiments à Luna mais un appel de Simón l'en empêche. Pendant ce temps au Jam&Roller, Carlos chante une chanson pour Amanda. Gastón ne sait toujours pas qui est Felicityfornow. À la résidence, Rey a eu des nouvelles des archives qui proviennent du Mexique, il en parle à madame Benson mais ils sont interrompus par Ambre. Simón retrouve Luna au Jam&Roller et lui demande de s'entendre avec sa petite-amie Daniela. Nina remercie Gastón pour sa chanson en laissant un message sur son blog. Luna fait un rêve étrange, elle rêve que quelqu'un la pousse d'une balançoire dans le jardin de la résidence. Ambre veut en savoir un peu plus par les archives provenant du Mexique. Willy Star fait son arrivée au Jam&Roller. Luna raconte son rêve à Miguel. Luna s'inquiète pour Simón et lui écrit une chanson. Matteo retrouve Luna au Blake mais n'arrive pas à lui avouer ses sentiments. Ambre, Delfína et Jazmín veulent découvrir qui est Felicityfor now. Pendant ce temps au Jam&Roller, Tamara présente Willy Star aux jeunes mais ces exercices sont très étranges. Ambre demande du réconfort auprès de Matteo et Daniela fait croire à Simón que Luna l'a poussé et qu'elle lui a cassé le pied.

### Épisode 57
Date de diffusion :
- Argentine : 26 juillet 2016 sur Disney Channel
- France : 20 septembre 2016 sur Disney Channel

Titre original : Una verdad casí revelada, Sobre Ruedas (traduction littérale : Une vérité presque révélée, sur des roues)

### Épisode 58
Date de diffusion :
- Argentine : 27 juillet 2016 sur Disney Channel
- France : 21 septembre 2016 sur Disney Channel

Titre original : Una mentira, Sobre Ruedas (traduction littérale : Un mensonge, sur des roues)

### Épisode 59
Date de diffusion :
- Argentine : 28 juillet 2016 sur Disney Channel
- France : 22 septembre 2016 sur Disney Channel

Titre original : Un "juego" de amor, Sobre Ruedas (traduction littérale : Un "jeu" de l'amour, sur des roues)

### Épisode 60
Date de diffusion :
- Argentine : 29 juillet 2016 sur Disney Channel
- France : 23 septembre 2016 sur Disney Channel

Titre original : Confusión en la competencia, Sobre Ruedas (traduction littérale : Confusion à la compétition, sur des roues)
Simon s'en veut de ne pas avoir cru aux paroles de Luna, et apprend la vérité sur les mensonges de sa petite amie, Daniela. Parallèlement, la compétition de patinage débute, et seule une équipe gagnera le privilège de représenter le Jam & Roller à la compétition régionale. Qui de l'équipe d'Ambre, Matteo, Gaston, Delfína, Jazmín et Pedro, ou de Luna, Simón, Ramiro, Jim, Yam et Nico remportera la victoire 

### Épisode 61
Date de diffusion :
- Argentine : 1er août 2016 sur Disney Channel
- France : 2 janvier 2017 sur Disney Channel

Titre original : Un nuevo amor, Sobre Ruedas (traduction littérale : Un nouvel amour, sur des roues)
L'équipe d'Ambre sort vainqueur de la compétition. Luna et Simon s'embrassent, ils sortent ensemble. Pedro, Nina, Nico sont contents pour eux mais Luna ne sait pas si elle est vraiment amoureuse car elle trouve cette idée bizarre. Miguel continue son enquête sur le pendentif tandis que Rey pense avoir, enfin, découvert la vérité sur Sol. Luna fait un rêve étrange; elle rêve qu'une femme dessine une lune et un soleil, cette femme à la même voix que madame Benson. Gastón veut enfin découvrir qui est Felicityfornow. Pedro apprend par Nico que Delfína a remplacé ses plats par amour. Matteo est odieux avec Luna et se remet avec Ambre, il ne veut plus entendre parler de Luna car il a assez attendu. Le nouvel Open de music opposera les garçons et les filles; ils devront écrire leurs chansons eux-mêmes. 

### Épisode 62
Date de diffusion :
- Argentine : 2 août 2016 sur Disney Channel
- France : 3 janvier 2017 sur Disney Channel

Titre original : Novios, Sobre Ruedas (traduction littérale : Petits amis, sur des roues)

### Épisode 63
Date de diffusion :
- Argentine : 3 août 2016 sur Disney Channel
- France : 4 janvier 2017 sur Disney Channel

Titre original : Confusiones en la mansión, Sobre Ruedas (traduction littérale : Confusions à la maison, sur des roues)

### Épisode 64
Date de diffusion :
- Argentine : 4 août 2016 sur Disney Channel
- France : 5 janvier 2017 sur Disney Channel

Titre original : ¿Quién es FelicityForNow?, Sobre Ruedas (traduction littérale : Qui est FélicityMaintenant, sur des roues)

### Épisode 65
Date de diffusion :
- Argentine : 5 août 2016 sur Disney Channel
- France : 9 janvier 2017 sur Disney Channel

Titre original : Open Music: chicos vs chicas, Sobre Ruedas (traduction littérale : Open Music: chicos vs chicas, sur des roues)

### Épisode 66
Date de diffusion :
- Argentine : 8 août 2016 sur Disney Channel
- France : janvier 2017 sur Disney Channel

Titre original : Una propuesta, Sobre Ruedas (traduction littérale : Une proposition, sur des roues)

### Épisode 67
Date de diffusion :
- Argentine : 9 août 2016 sur Disney Channel
- France : 11 janvier 2017 sur Disney Channel

Titre original : ¿Qué siento por Matteo?, Sobre Ruedas (traduction littérale : Qu'est-ce que je ressens pour Matteo ?, sur des roues)

### Épisode 68
Date de diffusion :
- Argentine : 10 août 2016 sur Disney Channel
- France : 12 janvier 2017 sur Disney Channel

Titre original : Una nueva formación del equipo, Sobre Ruedas (traduction littérale : Une nouvelle formation de l'équipe, sur des roues)
Luna convainc Simon de participer à l'intercontinentale. Tamara demande aux patineurs qui veut participer à la compétition. Luna demande si les autres acceptent sa participation. Ambre refuse. Matteo défend luna. Jim essaye toujours de reconquérir Nico en lui faisant croire qu'elle a un petit ami. Gaston arrête Mora en plein rue et lui dit qu'il pense qu'elle n'est pas Felicityfornow. Il se rend compte qu'il a raison mais Nina arrive et les interrompt pour éviter tout soupçon. À la résidence, Tino et Carlos racontent une conversation qu'ils ont entendu à Amanda. Mais ils déforment tous les propos de madame Benson. Ils sont interrompus par monsieur Rey quand Carlos et Amanda parlaient d'amour. Au Jam&Roller, Gaston annonce qu'il ne participera pas et Jim annonce que Yam non plus. Matteo et ambre essaye de convaincre Gaston qui ne veut pas. Simon arrivé en retard et annonce aussi qu'il ne participera pas pour le groupe. Ambre est très contente et soutien Simon dans son choix. Tamara remet en place Ambre et Matteo est d'accord avec Tamara. Chez Nina, Mora explique à Nina à quel point Roulette d'or (Gaston) l'aime. Anna arrive et Mora s'en va dès que Anna évoque Ricardo. Nina fait un Skype avec Luna. Elles se racontent leurs histoires d'amour et ce qu'il s'est passé dans la journée. Nina décidé d'annoncer aux autres que Mora n'est pas Felicity. Le lendemain au petit déjeuner ambre vient provoquer Luna. Monica arrive et demande à ambre ce qu'elle souhaite. Tino arrive et dit que la voiture est prête. Mais personne ne prend la voiture.Au Blake Matteo et Gaston discutent de ambre. Gaston reçoit un message de félicity qui dit que mora n'est pas felicity. Gaston se met en tete de retrouver la bague de felicity. Au Jam&Roller, Simon annonce à Pedro et nico qu'il se retire de la compétition et ils me motive pour y participer tout de même. Ils ne change pas d'avis pour l'instant. Au Blake jim et yam discutent avec Nina de Felicity maintenant. Luna arrivé en retard. La professeur annonce un travail très complexe de fin d'année. Anna et Ricardo font du sport Mora ne vient pas. Ils parlent d'elle et Anna lui dit ce que mora a dit d'un homme compliqué qui n'est autre que lui. Ils se disputent dès que Anna parle de cet homme. Au Blake delfina raconte à ambre la conversation que Matteo et Gaston ont entretenu sur elle. Amanda raconte à Monica ce que tino et Carlos ont entendu. Monica s'énerve contre Miguel qui ne lui en a pas parler. Miguel rit. Tino approuve ce qu'il a entendu. Monsieur reye arrive. Il s'adresse à Miguel. Au parc Matteo et ambre discutent.

### Épisode 69
Date de diffusion :
- Argentine : 11 août 2016 sur Disney Channel
- France 16 janvier 2017 sur Disney Channel

Titre original : ¿Un novío o un amigo?, Sobre Ruedas (traduction littérale : Un petit ami ou un ami, sur des roues)
Ambre et Matteo se séparent. Simon et Luna se disputent beaucoup car Luna parle souvent de Matteo alors Simon est jaloux. Jim fait croire a Nico qu'elle a un petit ami, Nico rentre dans son jeu. Delphina se rebelle contre Ambre. Jasmin publie la video où on voit Ambre et Matteo rompre. Au Black Luna a un examen très compliqué. Nina fait tout pour cacher son secret à Gaston..

### Épisode 70
Date de diffusion :
- Argentine : 12 août 2016 sur Disney Channel
- France : 17 janvier 2017 Disney Channel

Titre original : ¿Surge el amor?, Sobre Ruedas (traduction littérale : L'amour surgit-il ?, sur des roues)
Luna fait rêve étrange elle a souvenir d'avoir enterré une bouteille dans la résidence benson.
tamara a des doutes sur la fiabilité de Mariano.
Luna tiene un sueño extraño. Amber está preparando su fiesta de cumpleaños en la residencia.

### Épisode 71
Date de diffusion :
- Argentine : 15 août 2016 sur Disney Channel
- France : 18 janvier 2017

Titre original : Una visita especial, Sobre Ruedas (traduction littérale : Une visite spéciale)

### Épisode 72
Date de diffusion :
- Argentine : 16 août 2016 sur Disney Channel
- France : 19 janvier 2017 sur Disney Channel

Titre original : Un trabajo perdido, Sobre Ruedas (traduction littérale : Un travail perdu, sur des roues)

### Épisode 73
Date de diffusion :
- Argentine : 17 août 2016 sur Disney Channel
- France : 23 janvier 2017 sur Disney Channel

Titre original : Una fiesta de cumpleaños, Sobre Ruedas (traduction littérale : Une fête d'anniversaire, sur des roues)

### Épisode 74
Date de diffusion :
- Argentine : 18 août 2016 sur Disney Channel
- France : 24 janvier 2017 sur Disney Channel

Titre original : Miedo de enamorarse, Sobre Ruedas (traduction littérale : Peur de tomber amoureux, sur des roues)

### Épisode 75
Date de diffusion :
- Argentine : 19 août 2016 sur Disney Channel
- France : 25 janvier 2017 sur Disney Channel

Titre original : Un Open Music de revelaciones, Sobre Ruedas (traduction littérale : Un Open de musique de révélation, sur des roues)

### Épisode 76
Date de diffusion :
- Argentine : 22 août 2016 sur Disney Channel
- France : 26 janvier 2017 sur Disney Channel

Titre original : Yo soy FelicityForNow, Sobre Ruedas (traduction littérale : Je suis FelicityMaintenant, sur des roues)

### Épisode 77
Date de diffusion :
- Argentine : 23 août 2016 sur Disney Channel
- France : 30 janvier 2017 sur Disney Channel

Titre original : Una verdad que puede cambiarlo todo, Sobre Ruedas (traduction littérale : Une vérité qui peut tout changé, sur des roues)

### Épisode 78
Date de diffusion :
- Argentine : 24 août 2016 sur Disney Channel
- France: 31 janvier 2017 sur Disney Channel

Titre original : Una decision amorosa, Sobre Ruedas (traduction llittérale : Une décision d'amour, sur des roues)

### Épisode 79
Date de diffusion :
- Argentine : 25 août 2016 sur Disney Channel
- France : 1er février 2017 sur Disney Channel

Titre original : La final de la InterContinental, Sobre Ruedas (Parte 1) (traduction littérale : La final de l' InterContinental, sur des roues (Parte 1))

### Épisode 80
Date de diffusion :
- Argentine : 26 août 2016 sur Disney Channel
- France : 2 février 2017 sur Disney Channel

Titre original : La final de la InterContinental, Sobre Ruedas (Parte 2) (traduction littérale : La final de l' InterContinental, sur des roues (Parte 2)
Francais: 
Ambre détruit le soleil en voulant détruire la lune construite pour la compétition intercontinental. Luna lui propose de venir avec elle sur sa lune. Nina et Gaston se retrouvent et s'embrassent. Lors de la compétition, Luna et Ambre seront toutes les deux les protagonistes de la représentation. Avant la fin de leur prestation, Simon partira rejoindre le Roller Band pour leur concert. Le Jam&Roller gagne l'intercontinental. Juste après, Luna ira chanter avec le Roller Band "Vuelo". Tout le monde chantera avec eux à travers une télévision. Pendant ce temps, Rey découvrira que Luna Valente est Sol Benson, il appellera Sharon Benson pour la prévenir, elle aura du mal à le croire. Matteo trouve le pendentif de Luna et il va le lui remettre avant d'aller à l'aéroport. Lors de la dernière scène de la saison, Luna et Matteo s'avoueront leurs sentiments et s'embrasseront.

Espagnol: 
Ámbar destruye el sol al querer destruir la luna construida para la competencia intercontinental. Luna se ofrece a acompañarla a su luna. Nina y Gaston se encuentran y se besan. Durante la competencia, Luna y Ambre serán los protagonistas de la actuación. Antes del final de su actuación, Simon se irá para unirse a la Roller Band para su concierto. The Jam & Roller gana el intercontinental. Justo después, Luna cantará con la Roller Band "Vuelo". Todos cantarán con ellos a través de un televisor. Mientras tanto, Rey descubrirá que Luna Valente es Sol Benson, llamará a Sharon Benson para advertirla, le resultará difícil de creer. Matteo encuentra el colgante de Luna y él se lo dará antes de ir al aeropuerto. En la última escena de la temporada, Luna y Matteo admitirán sus sentimientos y besos.